# Dampfwagen der Königlichen Eisengießerei Berlin
Die Dampfwagen der Königlichen Eisengießerei Berlin waren die ersten deutschen Dampflokomotiven.

## Hintergrund
Nach Beendigung der Napoleonischen Kriege gelangten Berichte über die in englischen Kohlegruben verwendeten Dampflokomotiven nach Preußen. Es bestand Interesse daran, diese neue Technik auch in preußischen Bergwerken einzuführen. Das Brandenburgische Oberbergamt entsandte 1814 zwei seiner Beamten, den Oberbergamts-Assessor Carl Heinrich Victor Eckardt und den Hütteninspektor der Königlichen Eisengießerei, Johann Friedrich Krigar, nach England, um die dort verwendeten Lokomotiven zu studieren. Es handelte sich hierbei um einen klassischen Fall von Industriespionage.
Krigar und Eckart kehrten 1815 mit Plänen der Lokomotiven John Blenkinsops nach Berlin zurück. Es handelte sich dabei um Zahnradlokomotiven, wie bei den Lokomotiven vom Blenkinsop-Typ üblich, trieb die Dampfmaschine ein seitliches Zahnrad an, das in eine neben der Schiene angebrachte Zahnschiene griff und so für die Vorwärtsbewegung sorgte. Dieses englische Konzept hielten die Preußen für das erfolgversprechendste: Da bei den erfolgten Versuchen mit „travelling engines“ (d. h. mit Lokomotiven) in England die üblichen gusseisernen Schienen der pferdebetrieben Kohlenbahnen binnen kürzester Zeit unter dem Gewicht der Maschinen zerbrachen, forderte Blenkinsop von Matthew Murray den Bau einer möglichst leichten Maschine. Da sich dadurch zwangsläufig auch das Reibungsgewicht der Lokomotive verringerte, sollte der Antrieb durch einen besonderen Zahnradantrieb sichergestellt werden, den Blenkinsop eigens für diesen Zweck entworfen hatte.
Im Frühjahr 1812 hatte die Firma Fenton, Murray & Wood die ersten beiden Lokomotiven, „Prince Regent“ und „Salamanca“ für die Middleton tram way und an Blenkinsop geliefert. Am 24. Juni 1812 nahmen die beiden Maschinen auf der inzwischen mit einem Zahnradgestänge ausgerüsteten Pferdebahn des Bergwerks den Betrieb auf. Die beiden Maschinen waren sehr erfolgreich und blieben solange in Betrieb, bis die Firma Brandling, zu der die Kohlengruben gehörte, 1834 in Konkurs ging. Die Maschinen zogen in den ersten Jahren üblicherweise 27 Kohlenwaggons (chaldrons) mit einem Zuggewicht von etwa 100 bis 110 Tonnen mit einer Geschwindigkeit von etwa 6–7 km/h. Ein Jahr später folgten noch die beiden Lokomotiven „Lord Wellington“ und „Marquis Wellington“. Obwohl die vier Maschinen nicht einmal 5 Tonnen Eigengewicht hatten, zogen sie doch Züge von bis zu 38 Kohlewagen mit einem Zuggewicht von 140 Tonnen mit einer Geschwindigkeit von rund 6 km/h. Die vier Lokomotiven ersetzen zusammen insgesamt 52 Pferde und mehr als 200 Männer und galten deshalb als „großer Erfolg“.

## Der erste Dampfwagen

Darstellung des ersten Dampfwagens auf einer Neujahrsgrußkarte, versendet von der Königlichen Eisengießerei zum Jahreswechsel 1815/1816
Technische Skizze des ersten Dampfwagens

Im Verlaufe der Jahre 1815 und 1816 entstand unter Krigars Leitung in der Königlichen Eisengießerei eine Lokomotive des Blenkinsop-Typs, deren Abmessungen kleiner als die ihrer englischen Vorbilder waren. Der Dampfkessel war 2 Meter lang und maß 63 Zentimeter im Durchmesser; die beiden Zylinder waren oben in den Kessel eingebaut. Ihre Kolben trieben über ein Gestänge das zwischen den beiden Laufachsen angebrachte, nur auf einer Seite vorhandene Zahnrad an. Die Spurweite betrug ca. 94 Zentimeter.
Im Juni 1816 wurde der Dampfwagen fertiggestellt. Die Erprobung zeigte, dass das Fahrzeug nicht sehr leistungsfähig war: Mit einer Geschwindigkeit von nur etwa 3 km/h zog es einen Wagen mit einer Last von 2.570 Kilogramm. Trotz der wenig befriedigenden Ergebnisse wurde die Maschine nach der Erprobung wie vorgesehen zerlegt, in 15 Kisten verpackt und Ende Juli auf dem Wasserweg nach Oberschlesien transportiert, wo sie die Kohlezüge des Bergwerks Königsgrube in Königshütte ziehen sollte.
In Königshütte setzte man die Lokomotive wieder zusammen, musste dann aber feststellen, dass ihre Spurweite nicht der des vorhandenen Schienenwegs entsprach. Da zudem Kessel und Zylinder nicht dicht waren, wurde die Lokomotive nicht in Betrieb genommen und später verschrottet.

## Geislauterner Dampfwagen

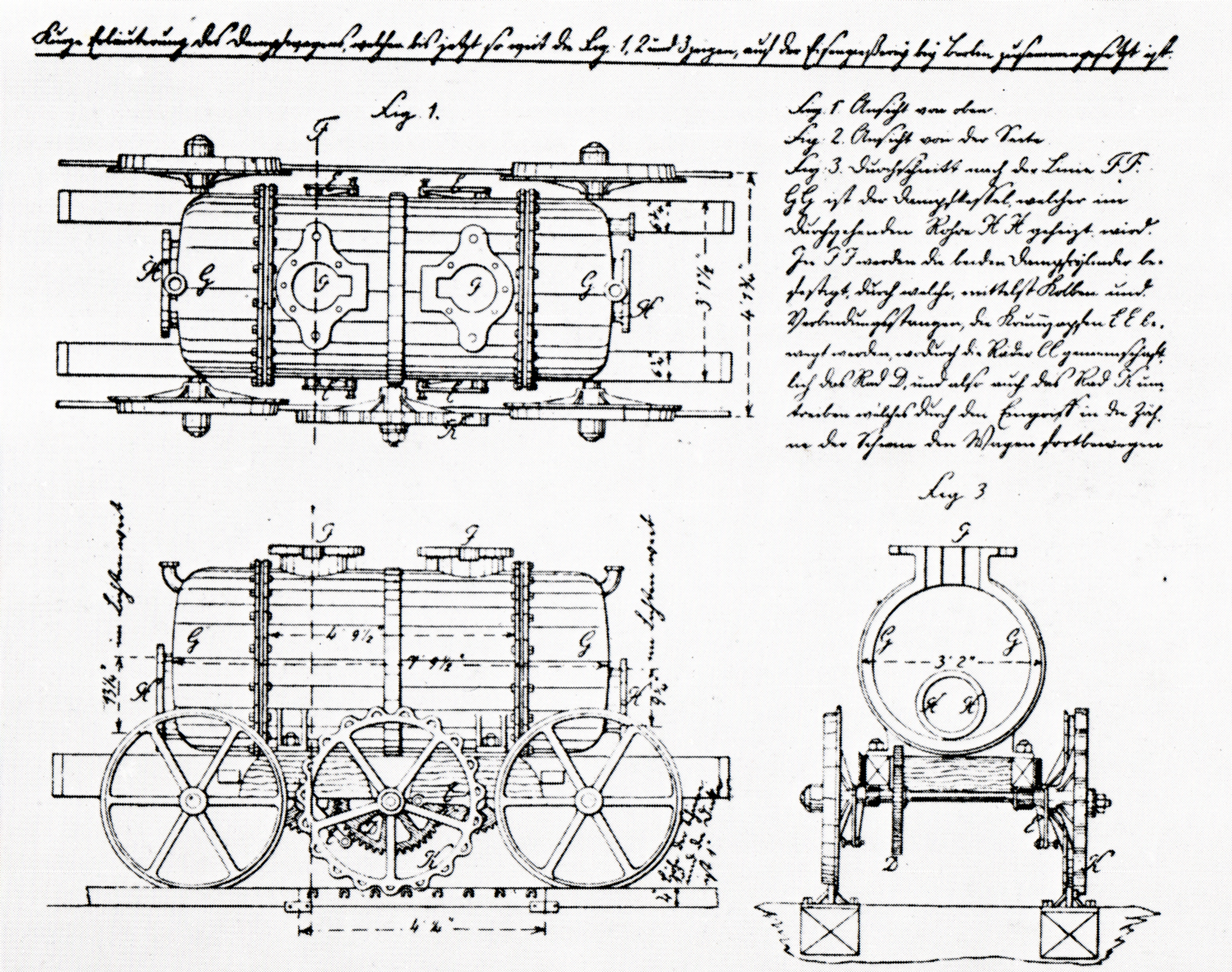
Werkszeichnung des zweiten Dampfwagens

Obgleich die erste Lokomotive nicht zum Einsatz kam und daher keine praktischen Betriebserfahrungen gesammelt werden konnten, baute die Königliche Eisengießerei eine weitere Maschine des Blenkinsop-Typs, die im August 1817 fertiggestellt wurde. Dieser zweite Dampfwagen war für das Saarrevier bestimmt und sollte die Kohle der Altenkesseler Grube Bauernwald über den 2,5 km langen Friederiken-Schienenweg zur Verladestelle in Luisenthal an der Saar befördern.
Bei dieser Lokomotive zeigten schon die Werkserprobungen, dass die Leistungen hinter den erhofften Werten zurückblieben. Während vergleichbare Maschinen in England 50 bis 75 Tonnen Last ziehen konnten, waren es beim zweiten Dampfwagen der Eisengießerei nur 4,2 Tonnen. Dennoch wurde auch diese Lokomotive zerlegt und an ihren Bestimmungsort verschickt.

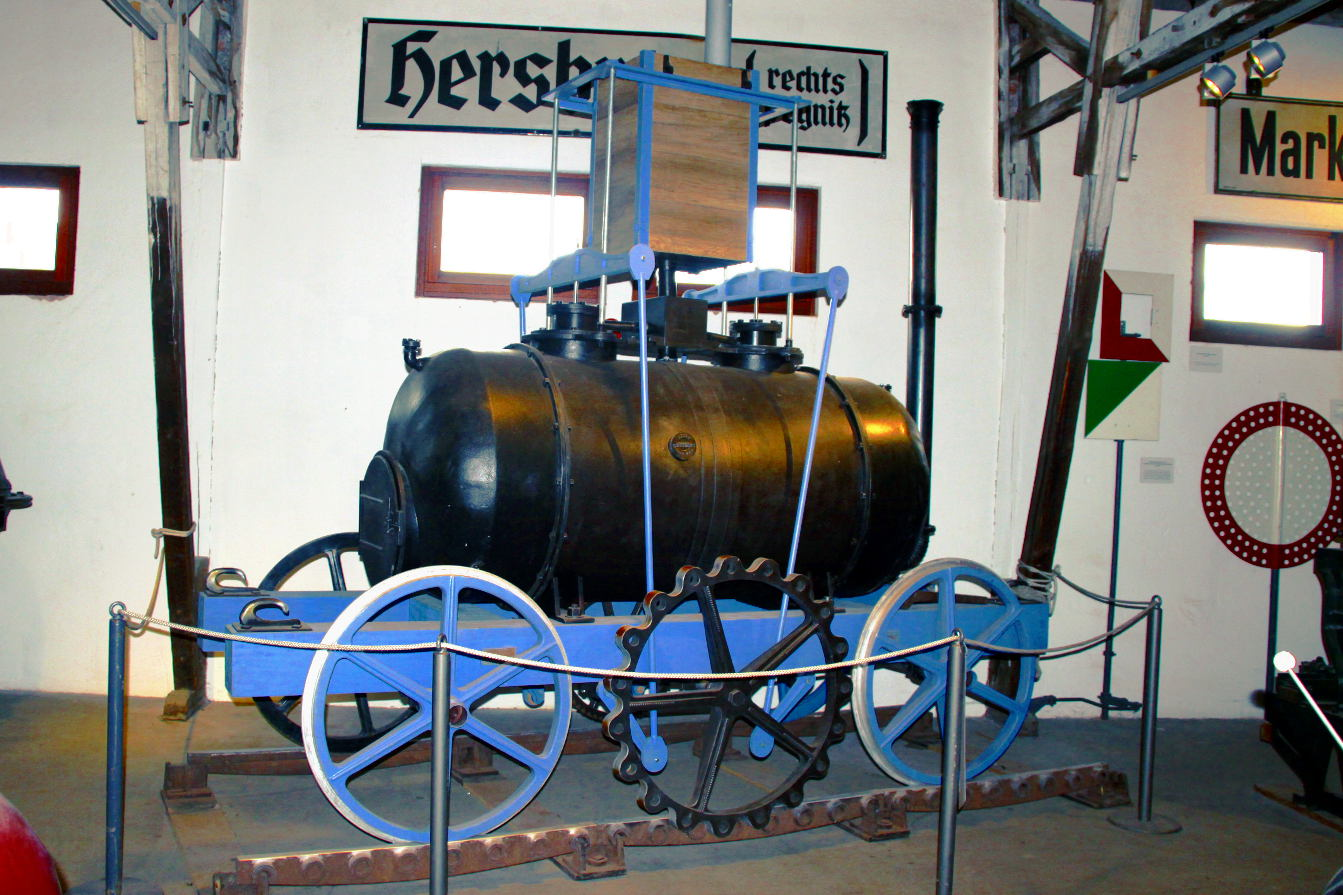
Nachbau des Geislauterner Dampfwagens im Depot des Verkehrsmuseums Nürnberg

Am 5. Februar 1819 traf sie in Geislautern ein, wo sie wieder montiert und ausführlichen Tests unterzogen werden sollte. Diese Versuche zogen sich drei Jahre hin, wobei schon bald zahlreiche Mängel in Konstruktion und Ausführung deutlich wurden: Es gelang über lange Zeit nicht einmal, die Maschine überhaupt in Bewegung zu setzen. Die Fahrversuche mit der Lok scheiterten jedoch, denn die dünnen Achsen des Dampfwagens konnten das Gewicht des gusseisernen Kessels nicht tragen und verbogen sich. Der Plan, sie in der Grube Bauernwald einzusetzen, wurde daher im Januar 1820 aufgegeben.
Erst im Oktober 1821 waren die Fehler so weit aufgefunden und repariert, dass es möglich war, die Lokomotive in Fahrt zu setzen. Das einseitig angebrachte Zahnrad verursachte eine Schräglage des Fahrzeuges im Gleis. Zudem bekamen die Lokbauer den Kessel nicht dicht.
Weitere zahlreiche, teils erhebliche und kaum behebbare Qualitätsmängel machten eine praktische Verwendung der Maschine unmöglich. Nur widerstrebend bezahlte das Oberbergamt Bonn 1823 die Rechnung für die nicht nutzbare Lokomotive. Sie wurde daraufhin in einem offenen Bretterverschlag in Geislautern untergebracht, wo sie die nächsten 11 Jahre stand und durch Vandalismus und Entwendung von Kleinteilen verkam. 1834 wurde die Maschine auf Anregung des Oberbergamtes Bonn zum Verkauf angeboten und 1836 von einem Landwirt zum Schrottpreis von 334 Talern, 6 Groschen und 7 Pfennigen auf Abbruch erworben.
2014 wurde von einer Gruppe saarländischer Lokalhistoriker der Dampfwagen nach den erhaltenen Originalplänen im Maßstab 1:1 als Anschauungsmodell nachgebaut. Dieses steht im Depot des Verkehrsmuseums Nürnberg.